# Tri Eka Buana
Tri Eka Buana is een bestuurslaag in het regentschap Karangasem van de provincie Bali, Indonesië. Tri Eka Buana telt 2156 inwoners (volkstelling 2010).